# Episodi di Save Me (seconda stagione)
La seconda e ultima stagione della serie televisiva Save Me, intitolata Save Me Too, composta da sei episodi, è stata resa disponibile nel Regno Unito dal 1º aprile 2020 su Sky Box Sets e Now TV.
In Italia, la stagione è stata trasmessa su Sky Atlantic dal 10 al 24 agosto 2020.
| nº | Titolo originale | Titolo italiano | Pubblicazione UK | Prima TV Italia |
| -- | ---------------- | --------------- | ---------------- | --------------- |
| 1  | Episode 1        | Episodio 1      | 1º aprile 2020   | 10 agosto 2020  |
| 2  | Episode 2        | Episodio 2      | 1º aprile 2020   | 10 agosto 2020  |
| 3  | Episode 3        | Episodio 3      | 1º aprile 2020   | 17 agosto 2020  |
| 4  | Episode 4        | Episodio 4      | 1º aprile 2020   | 17 agosto 2020  |
| 5  | Episode 5        | Episodio 5      | 1º aprile 2020   | 24 agosto 2020  |
| 6  | Episode 6        | Episodio 6      | 1º aprile 2020   | 24 agosto 2020  |